# Ноћ (мемоари)
Ноћ (фр. La Nuit; енгл. Night) мемоари су Елиа Визела из 1960. године. Засновани су на искуству његовог оца и њега из Холокауста, и нацистичким немачким концентрационим логорима Аушвиц и Бухенвалд 1944–1945. године, пред крај Другог светског рата у Европи. На нешто више од 100 страница, кроз сажет и фрагментисан наратив, Визел пише о губитку вере и све већем гађењу према човечанству, препричавајући своја искуства од периода гета које су нацисти успоставили у његовом родном месту Сигет, у Румунији, до његовог преласка кроз бројне концентрационе логоре. Типичан однос родитеља и детета је обрнут, јер је његов отац у логорима постао немоћан, док је Визел као тинејџер преузео улогу његовог старатеља. Његов отац је умро у јануару 1945. године, одведен у крематоријум након што је ослабио од дизентерије и премлаћивања, док је Визел лежао ћутке на кревету изнад њега из страха да и сам не буде претучен. Мемоар се завршава убрзо након што је америчка војска ослободила Бухенвалд у априлу 1945. године.
После рата, Визел се преселио у Париз и 1954. године завршио рукопис од 862 странице на јидишу о својим искуствима, који је објављен у Аргентини као књига од 245 страница Un di velt hot geshvign (јидиш: און די װעלט האט געשװיגן, И свет је остао нем). Романописац Франсоа Моријак помогао му је да пронађе француског издавача. Издавач Les Éditions de Minuit објавио је 178 страница као La Nuit 1958. године, а 1960. године издавачка кућа Hill & Wang из Њујорка објавила је превод од 116 страница под насловом Night.
Преведена на 30 језика, књига се убраја у темеље литературе о Холокаусту. И даље није јасно колико је Ноћ мемоари. Визел је назвао своје дело „депозицијом”, али су се научници суочили са потешкоћама да га третирају као неприкосновени историјски запис. Литерарни критичар Рут Френклин пише да је сажимање текста са јидиша на француски претворило љутити историјски извештај у уметничко дело.
Ноћ је прва књига у трилогији Ноћ, Зора, Дан, која означава Визелов прелаз током и након Холокауста из мрака у светлост, према јеврејској традицији почетка новог дана са падом ноћи.  У Ноћи, рекао је Визел, „желeо сам да прикажем крај, коначност догађаја. Све је дошло до краја: човек, историја, литература, религија, Бог. Ништа није остало. Ипак, почињемо поново са ноћи.“

## Позадина
Ели Визел је рођен 30. септембра 1928. године у Сигету, граду у Карпатским планинама северне Трансилваније (данас Румунија), у породици Хлома Визела, трговца, и његове супруге Саре, девојачког презимена Фајг. Породица је живела у заједници од 10.000–20.000 углавном ортодоксних Јевреја. Северна Трансилванија је 1940. године анексирана од стране Мађарске, и већ су биле на снази рестрикције према Јеврејима, али период о којем Визел говори на почетку своје књиге, 1941–1943, био је релативно миран за јеврејску популацију.
То се променило у поноћ у суботу, 18. марта 1944. године, када је нацистичка Немачка извршила инвазију на Мађарску, а у Будимпешту стигао СС-Оберштурмбанфирер Адолф Ајхман да надгледа депортацију јеврејског становништва ове земље у концентрациони логор Аушвиц у Немачком окупирану Пољску. Од 5. априла, Јевреји старији од шест година морали су да носе жуту ознаку димензија 10 x 10 cm на горњем левом делу својих капута или јакни. Јевреји су морали да пријаве вредност своје имовине и било им је забрањено да мењају место становања, путују, поседују аутомобиле или радио-апарате, слушају стране радио-станице или користе телефон. Јеврејским ауторима више није било дозвољено да објављују своја дела, њихове књиге су уклањане из библиотека, а јеврејски државни службеници, новинари и адвокати су отпуштени.
Како су савезници припремали ослобађање Европе, масовне депортације Јевреја почеле су у Мађарској, темпом од четири воза дневно за Аушвиц, при чему је сваки воз превозио око 3.000 људи. Између 15. маја и 8. јула 1944. године, забележено је да је 437.402 мађарских Јевреја депортовано у Аушвиц у 147 возова, при чему је већина одмах након доласка убијена у гасним коморама. Ови транспорти обухватили су већину јеврејске популације ван Будимпеште, главног града Мађарске. 
У периоду од 16. маја до 27. јуна, 131.641 Јеврејин је депортован из северне Трансилваније. Међу њима су били Визел, његови родитељи и сестре,старије сестре Хилда и Беатрис, као и седмогодишња Ципора. По доласку, Јевреји су били „селектирани” за смрт или принудни рад; одлазак улево значио је рад, а удесно гасну комору. Сара и Ципора су послате у гасну комору. Хилда и Беатрис су преживеле, раздвојене од остатка породице. Визел и Хломо су успели да остану заједно, преживљавајући принудни рад и марш смрти до другог концентрационог логора, Бухенвалда, близу Вајмара. Хломо је умро тамо у јануару 1945. године, три месеца пре него што је 6. оклопна дивизија америчке војске стигла да ослободи логор.

## Сажетак

### Моше Беадл
Ноћ почиње у Сигету 1941. године. Приповедач је Елиезер, православни јеврејски тинејџер који током дана изучава Талмуд, а ноћу „плаче због разарања Храма“. На незадовољство свог оца, Елиезер проводи време разговарајући о Кабали са Мошеом Беадлом, чуваром хасидске молитвене куће (штибел).
У јуну 1941. године мађарска влада протерује Јевреје који нису могли да докажу своје држављанство. Моше је натеран у сточни вагон и одведен у Пољску. Успева да побегне, верујући да га је Бог спасао како би могао да упозори Јевреје из Сигета. Враћа се у село како би испричао оно што назива „причом о сопственој смрти“, трчећи од куће до куће и узвикујући: „Јевреји, слушајте ме! То је све што тражим од вас. Никакве паре. Никакво сажаљење. Само ме слушајте!“
Причао је да је, када је воз прешао у Пољску, пао у руке Гестапоу, немачкој тајној полицији. Јевреји су пребачени у камионе, а затим одвезени у шуму у Галицији, близу Коломаја, где су били приморани да копају јаме. Када су завршили, сваки затвореник је морао да приђе јами, савије врат и био је стрељан. Бебе су бацане у ваздух и коришћене као мете за митраљезе. Моше је говорио о Малки, младој девојци која је три дана умирала, и Тобијасу, кројачу који је молио да буде убијен пре својих синова. Испричао је како је и сам погођен у ногу и остављен мислећи да је мртав. Међутим, Јевреји из Сигета нису желели да га слушају, чинећи Мошеа првим сведоком у Ноћи чија упозорења нису узета за озбиљно.

### Гета у Сигету
Немци су стигли у Сигет око 21. марта 1944. године, а убрзо након Пасхе (8–14. априла те године) ухапсили су вође заједнице. Јевреји су морали да предају своје драгоцености, било им је забрањено да посећују ресторане или напуштају куће након шест сати увече и били су обавезни да у сваком тренутку носе жуту звезду.
Елиезеров отац је покушао да омаловажи ту меру:
– Жута звезда? Па добро, шта с тим? Од тога се не умире...
(Јадни Оче! Од чега си онда умро?)

СС пресељава Јевреје у два гета, од којих сваки има свој савет (Јуденрат), који именује јеврејску полицију. У гету постоје и канцеларија за социјалну помоћ, радни комитет и хигијенски одсек. Елиезерова кућа, на углу Змијске улице, налази се у већем гету у центру града, па његова породица може остати у свом дому, иако прозори на страни куће која није у гету морају бити закуцани даскама. У почетку је Елиезер задовољан:
Више нећемо морати да гледамо та непријатељска лица, те погледе пуне мржње... Опште мишљење је било да ћемо остати у гету до краја рата, до доласка Црвене армије. Тада ће све бити као пре. Ни Немци, ни Јевреји нису владали гетом – владала је илузија.
У мају 1944. године Јуденрату је саопштено да ће гета бити затворена с тренутним дејством и да ће становници бити депортовани. Елиезерова породица је прво премештена у мањи гето, али им није откривена коначна дестинација. Речено им је само да могу понети неколико личних ствари. Мађарска полиција, наоружана пендрецима и кундацима пушака, маршира комшије Елиезерове породице кроз улице.
 тог тренутка почео сам да их мрзим, а та мржња је и данас једина веза између нас... Ево га, рабин, погнутог леђа, избрисаног лица... Његово само присуство међу депортованима додавало је додир нереалности тој сцени. Било је то као страница ишчупана из неке књиге прича... Један по један пролазили су испред мене – учитељи, пријатељи, други, сви они којих сам се некада плашио, сви они којима сам могао да се смејем, сви они са којима сам живео годинама. Пролазили су, пали, вучећи своје завежљаје, вучећи своје животе, напуштајући своје домове, године свог детињства, стишћући се као пребијени пси.